# Мирослав Павлович
Мирослав Павлович (сербохорв. Miroslav Pavlović, 23 жовтня 1942, Ужицька Пожега — 19 січня 2004, Белград) — югославський футболіст, що грав на позиції захисника.
Виступав, зокрема, за «Црвену Звезда», а також національну збірну Югославії, у складі якої був віце-чемпіоном Європи та учасником чемпіонату світу.

## Клубна кар'єра
Розпочав грати у футбол у команді «Слога» з рідного міста Ужицька Пожега, а 1963 року виступав за нижчолігову команду «Слобода» (Титово-Ужице), в якій провів один сезон.
Своєю грою за цю команду привернув увагу представників тренерського штабу клубу «Црвена Звезда», до складу якого приєднався 1967 року. Відіграв за белградську команду наступні сім сезонів своєї ігрової кар'єри, за яку провів 400 ігор з 14 травня 1967 по 14 травня 1974 (з яких 201 були матчі чемпіонату) і забив три голи.
Павлович виступав за «армійців» у той час, коли «ЧЦрвена Звезда» домінувала в югославському футболі і вигравала найбільше трофеїв: він чотири рази виборював титул чемпіона Югославії (1967/68, 1968/69, 1969/70 та 1972/73) і три Кубка Югославії в 1968 1970 і 1971 роках, а також Кубок Мітропи 1968 року.
Протягом 1974—1976 років захищав кольори бельгійського клубу «Діст», а завершував кар'єру у американському «Сан-Хосе Ерсквейкс» з NASL, за яку виступав до 1980 року.

## Виступи за збірну
Не провівши жодного матчу у складі національної збірної Югославії, Павлович поїхав з командою на чемпіонат Європи 1968 року в Італії, де дебютував у головній команді країни в матчі півфіналу проти збірної Англії, що завершився з рахунком 1:0. Пізніше Мирослав зіграв і у обох фінальних матчах проти Італії, але їх югослави програли (1:1, 0:2) і здобули срібні нагороди.
Наступним великим турніром для Павловича став Кубок незалежності Бразилії, що пройшов у 1972 році, на якому Мирослав зіграв 8 матчів і здобув бронзові нагороди.
Згодом у складі збірної був учасником чемпіонату світу 1974 року у ФРН, де зіграв у одному матчі зі збірною Швеції 3 липня 1974 року. Той матч, який завершився поразкою югославів з рахунком 1:2, став також і останнім для Павлович у футболці збірної. Загалом протягом кар'єри у національній команді, яка тривала 7 років, провів у її формі 46 матчів, забивши 2 голи.
Помер 19 січня 2004 року на 62-му році життя у Белграді.

## Титули і досягнення
- Чемпіон Югославії (4):

«Црвена Звезда»: 1967-68, 1968-69, 1969-70, 1972-73
- Володар Кубка Югославії (3):

«Црвена Звезда»: 1967-68, 1969-70, 1970-71
- Володар Кубка Мітропи (1):

«Црвена Звезда»: 1968
- Віце-чемпіон Європи: 1968